# Lowell Weicker
Lowell Palmer Weicker Jr. (París, Isla de Francia; 16 de mayo de 1931-Middletown, Connecticut; 28 de junio de 2023) fue un político estadounidense representante de los Estados Unidos, senador de los Estados Unidos y el 85.º gobernador de Connecticut. Intentó sin éxito la candidatura republicana a la presidencia en 1980. Era conocido como un republicano Rockefeller en el Congreso, lo que hizo que los republicanos de tendencia conservadora apoyaran a su oponente Joe Lieberman, un nuevo demócrata, en las elecciones al Senado de 1988, que posteriormente perdió. Más tarde, Weicker abandonó el Partido Republicano y se convirtió en uno de los pocos candidatos de un tercer partido que han sido elegidos para una gobernación estatal en Estados Unidos en los últimos años, haciéndolo en la candidatura de Un Partido de Connecticut.
A partir de 2023, Weicker sigue siendo el último republicano que ha representado a Connecticut en el Senado de los Estados Unidos.

## Primeros años
Weicker nació en París, hijo de los estadounidenses Mary Hastings (de soltera Bickford) y Lowell Palmer Weicker. Su abuelo Theodore Weicker era un inmigrante alemán cofundador de la empresa E. R. Squibb. Weicker se graduó en la Lawrenceville School (clase de 1949), en la Universidad de Yale (1953) y en la Facultad de Derecho de la Universidad de Virginia (1958). Comenzó su carrera política tras servir en el ejército de Estados Unidos entre 1953 y 1955, alcanzando el rango de primer teniente.

## Carrera en el Congreso
Weicker fue miembro de la Cámara de Representantes del Estado de Connecticut de 1963 a 1969 y primer concejal de Greenwich, Connecticut, antes de ser elegido para la Cámara de Representantes de EE. UU. en 1968 como republicano. Weicker solamente cumplió un mandato en la Cámara antes de ser elegido para el Senado de EE.UU. en 1970. Weicker se benefició de la división del Partido Demócrata en esas elecciones. Thomas Dodd, que ha ocupado el cargo durante dos mandatos, se presentó como independiente tras perder la candidatura demócrata frente a Joseph Duffey. Finalmente, Weicker ganó con el 41,7% de los votos. Dodd quedó en tercer lugar, con 266.500 votos, superando ampliamente el margen de 86.600 votos de Weicker sobre Duffey.
Weicker fue senador durante tres mandatos, de 1971 a 1989. Se ganó la atención nacional por su servicio en el Comité del Watergate del Senado, donde se convirtió en el primer senador republicano en pedir la dimisión de Richard Nixon. Recuerda: "La gente de Connecticut apoyaba mucho al Presidente Nixon, como el resto del país. Pensaban que no podía hacer nada malo, y cuando yo estaba en Connecticut, siempre me daban collejas, ya fuera en la calle o en el coche, por el papel que desempeñaba. Después de que el Watergate terminara, la aguja se fue hacia el otro lado, y tengo enormes índices de favorabilidad". Como prueba de ello, Weicker fue convincentemente reelegido en 1976.
En 1980, se presentó sin éxito a la candidatura republicana a la presidencia.
Weicker era una voz liberal en un Partido Republicano cada vez más conservador. Por ejemplo, en 1986, Americans for Democratic Action calificó a Weicker como el republicano más liberal del Senado con diferencia, y le dio una calificación más alta que al otro senador de Connecticut, el demócrata Chris Dodd. Fue crítico con la creciente influencia de la derecha cristiana en el partido; describió la separación de la Iglesia y el Estado como "la mayor contribución de este país a la civilización mundial", y el partido en 2012 como "giró tanto hacia la derecha que ningún moderado podría haber sobrevivido a unas primarias." Weicker votó a favor del proyecto de ley que establecía el Día de Martin Luther King Jr. como fiesta federal y de la Ley de Restauración de los Derechos Civiles de 1987 (así como para anular el veto del presidente Reagan). Weicker votó en contra del nombramiento de William Rehnquist como Presidente del Tribunal Supremo de los Estados Unidos, así como del nombramiento de Robert Bork para el Tribunal Supremo de los Estados Unidos.
Weicker fue un firme defensor de los derechos de los discapacitados durante su estancia en el Congreso, aunque finalmente perdió su escaño antes de que se aprobara la Ley para Estadounidenses con Discapacidades de 1990. En entrevistas posteriores, Weicker identificó su trabajo en la Ley de Estadounidenses con Discapacidades, la Oficina Nacional de Administración Oceánica y Atmosférica, el aumento de la financiación de los Institutos Nacionales de la Salud y la financiación de la investigación del AZT como sus logros más orgullosos en el Senado.
Las tensas relaciones de Weicker con los republicanos del establishment pueden tener su origen en el fuerte apoyo que recibió de Nixon en su candidatura al Senado en 1970, apoyo que le fue devuelto a los ojos de sus críticos con un vehemente ataque a la Casa Blanca mientras formaba parte del Comité Watergate. Más tarde, sus relaciones con la familia Bush se agriaron, y Prescott Bush Jr. (el hermano del entonces vicepresidente) hizo una efímera apuesta contra Weicker para conseguir la candidatura republicana al Senado en 1982. Su liberalismo alejó cada vez más a los republicanos de Connecticut, sobre todo después de un esfuerzo por impedir el nombramiento de conservadores para cargos estatales, lo que se tradujo en un mal resultado en las elecciones locales de 1986, y fue derrotado en las elecciones al Senado de 1988 por Joe Lieberman. Lieberman se benefició del apoyo del fundador de National Review, William F. Buckley Jr., y de su hermano, el exsenador de Nueva York James Buckley; William F. Buckley publicó columnas de apoyo a Lieberman y puso en circulación pegatinas para el parachoques con el lema "¿Lowell Weicker te pone enfermo?".

## Gobernador
La carrera política de Weicker parecía haber terminado tras su derrota de 1988, y se convirtió en profesor de la Facultad de Derecho de la Universidad George Washington. Sin embargo, se presentó a las elecciones a gobernador de 1990 como candidato de Un Partido de Connecticut, presentándose como candidato del buen gobierno y recurriendo a su coalición de republicanos liberales, demócratas moderados y votantes independientes. La recesión de principios de la década de 1990 había golpeado duramente a Connecticut, agravada por la caída de los ingresos procedentes de fuentes tradicionales como el impuesto sobre las ventas y el impuesto de sociedades. La política de Connecticut tenía entonces una tradición de oposición a un impuesto estatal sobre la renta: se había implantado uno en 1971, pero se anuló tras seis semanas por la presión pública. Weicker hizo campaña inicialmente con una plataforma para resolver la crisis fiscal de Connecticut sin implantar un impuesto sobre la renta. Ganó en una carrera a tres bandas con el republicano John G. Rowland y el demócrata Bruce Morrison, obteniendo el 40% de los votos frente al 37% de Rowland y el 20% de Morrison. Weicker perdió los condados de Fairfield y New Haven en favor de Rowland, pero ganó en el este de Connecticut, obteniendo un apoyo especialmente fuerte del área metropolitana de Hartford, donde había recibido un fuerte apoyo del Hartford Courant y de muchos sindicatos de empleados estatales. El diario Los Angeles Times escribió que el apoyo de los demócratas se atribuyó a la victoria de Weicker, que se reflejó en el tercer puesto de Morrison.
Tras asumir el cargo, con un déficit previsto de 2.400 millones de dólares, Weicker dio marcha atrás e impulsó la adopción de un impuesto sobre la renta, una medida que fue muy impopular. Afirmó: "Mi política cuando llegué era la de no aplicar el impuesto sobre la renta, pero eso se vino abajo con los hechos fiscales". Weicker vetó tres presupuestos que no contenían un impuesto sobre la renta, y forzó un cierre parcial del gobierno, antes de que la Asamblea General lo aprobara por poco en 1991. El presupuesto de 1991 fijó el tipo del impuesto sobre la renta en el 6%, bajó el impuesto sobre las ventas del 8% al 6%, ampliando su base, redujo el impuesto de sociedades al 10,5% en dos años y eliminó los impuestos sobre las ganancias de capital, los intereses y los dividendos. También incluyó 1.200 millones de dólares en recortes presupuestarios línea por línea, incluida la eliminación de las ayudas estatales a las escuelas privadas y parroquiales, pero mantuvo la línea de los programas sociales. Sus drásticas medidas provocaron controversia. Una gran manifestación de protesta en Hartford atrajo a unos 40.000 participantes, algunos de los cuales insultaron y escupieron al gobernador Weicker. La Asamblea intentó aprobar una medida de derogación del impuesto sobre la renta de base amplia, que él vetó, y la anulación del veto se quedó a un voto.
Weicker se ganó críticas duraderas por su aplicación del impuesto sobre la renta; el conservador Yankee Institute afirmó en agosto de 2006 que, tras quince años, el impuesto sobre la renta no había logrado sus objetivos declarados. Sin embargo, se ganó la atención nacional por su liderazgo en el tema, recibiendo el premio Profile in Courage de la Fundación de la Biblioteca John F. Kennedy por adoptar una postura impopular y mantenerse firme. En dos años, el presupuesto del estado estaba en superávit y él era bien considerado por los votantes. Cuando se jubiló, comentó: "Han tenido 19 años para derogarlo y lo único que han hecho es gastarlo".
A pesar de su popularidad, no se presentó a la reelección como gobernador en 1994, alegando que quería pasar tiempo con sus hijos. Su último año en el cargo estuvo marcado por la controversia sobre el despido del comisionado estatal de vehículos de motor, Louis Goldberg. En 2000, apoyó al senador Bill Bradley (demócrata de Nueva Jersey) para la presidencia. En 2004, Weicker apoyó la candidatura presidencial del exgobernador de Vermont Howard Dean (D-VT). Expresó su simpatía por las luchas presupuestarias del gobernador Dannel Malloy, estableciendo un paralelismo con sus propios esfuerzos para remediar una crisis fiscal.
En su libro Independent Nation (2004), el analista político John Avlon describe a Weicker como un gobernador y pensador centrista radical.

## Candidatura en 2006 a senador por Connecticut
Se dice que Lowell Weicker estab considerando una revancha contra el senador Joe Lieberman en el ciclo electoral de 2006. Se opuso al apoyo de Lieberman a la guerra de Irak y señaló en un artículo de The New York Times publicado el 6 de diciembre de 2005: "Si sale impune y nadie lo hace [competir con el senador Lieberman], tendría que pensar seriamente en hacerlo yo mismo, y no quiero hacerlo".
La campaña de Lieberman lanzó un anuncio que tomaba prestado uno emitido durante la carrera al Senado de 1988, en el que se presentaba a Weicker como un oso hibernante que ignoraba sus obligaciones en el Senado excepto en época de elecciones. En el anuncio de 2006, Weicker volvía a aparecer como un oso herido, mientras que el contrincante demócrata de Lieberman, Ned Lamont, aparecía como un osezno enviado y dirigido por Weicker. El 18 de junio de 2006, Weicker organizó una recaudación de fondos para Lamont y se describió a sí mismo como un "activista antibélico". (Lamont ganó las primarias, pero Lieberman, que se presentaba como independiente con gran apoyo republicano, mantuvo su escaño en las elecciones generales).

## Después del Gobierno
En 1996, Weicker se incorporó al Consejo de Administración de Compuware, cargo que sigue ocupando. En 1999, Weicker se convirtió en miembro del Consejo de Administración de la World Wrestling Federation (ahora conocida como WWE), cargo que ocupó hasta 2011. A pesar de la larga relación profesional, Weicker no apoyó a la ex directora ejecutiva de la WWE, Linda McMahon, en ninguna de sus infructuosas candidaturas al Senado de Estados Unidos en 2010 o 2012.
Weicker fue de 2001 a 2011 presidente del Consejo de Administración de Trust for America's Health, una organización de investigación sobre política sanitaria sin ánimo de lucro y no partidista con sede en Washington D. C., y anteriormente fue miembro del Consejo de Administración de United States Tobacco. Desde 2003, Weicker forma parte del consejo de administración de Medallion Financial Corp., una entidad de crédito para los compradores de medallones de taxi en las principales ciudades de EE. UU. Fue nombrado miembro del consejo por su relación personal y comercial con Andrew M. Murstein, presidente de Medallion.
En 2015, a pesar de criticar a Cuba por su falta de "derechos humanos y elecciones democráticas", Weicker describió el sistema sanitario gratuito del país como uno de sus aspectos más positivos.
Durante las primarias republicanas de 2016, Weicker escribió un editorial en el Hartford Courant en el que criticaba el repudio de los republicanos de Rockefeller, el alejamiento del partido de varios grupos de población y su postura obstruccionista en el Congreso. Afirmó que la selección de Donald Trump como su candidato presidencial "completará su lento y constante descenso a la irrelevancia."
En 2020, presentó un informe amicus del lado de Pensilvania en el notable caso electoral Texas contra Pensilvania. Pensilvania ganó el caso y Biden juró su cargo poco después. Weicker había servido con Biden en el Senado durante 16 años antes de ser expulsado.

## Vida personal
Weicker se casó tres veces. Su primer matrimonio, con Marie Louise Godfrey, duró desde 1953 hasta su divorcio en 1977. Tuvieron tres hijos. Después se casó con Camille Butler, su secretaria. Su matrimonio de seis años fue descrito por The Connecticut Mirror como "tumultuoso", y terminó en divorcio. Su tercer matrimonio, con Claudia Testa Ingram, duró desde 1984 hasta la muerte de Weicker, en el Hospital Middlesex de Middletown, Connecticut, el 28 de junio de 2023, a la edad de 92 años.